# Großer Preis von Australien (Motorrad)
Der Große Preis von Australien für Motorräder ist ein Motorrad-Rennen, das seit 1989 ausgetragen wird und seitdem zur Motorrad-Weltmeisterschaft zählt. Er findet auf dem Phillip Island Circuit auf Phillip Island statt.

## Strecken
1989 und 1990 wurde das Rennen auf Phillip Island ausgetragen, von 1991 bis 1996 fand es auf dem Eastern Creek Raceway statt. Seit 1997 wird wieder der Phillip Island Circuit befahren.

Eastern Creek Raceway
Phillip Island Grand Prix Circuit

## Statistik
| Auflage | Jahr | Strecke        | Klasse                                | Sieger                                | Zweiter                               | Dritter                               | Pole-Position                         | Schn. Rennrunde                       |
| ------- | ---- | -------------- | ------------------------------------- | ------------------------------------- | ------------------------------------- | ------------------------------------- | ------------------------------------- | ------------------------------------- |
| 1       | 1989 | Phillip Island | 125 cm³                               | Àlex Crivillé (JJ Cobas)              | Robin Milton (Honda)                  | Alan Scott (Honda)                    | Jorge Martínez (Derbi)                | Jorge Martínez (Derbi)                |
| 1       | 1989 | Phillip Island | 250 cm³                               | Sito Pons (Honda)                     | J.-P. Ruggia (Yamaha)                 | Luca Cadalora (Yamaha)                | J.-P. Ruggia (Yamaha)                 | Luca Cadalora (Yamaha)                |
| 1       | 1989 | Phillip Island | 500 cm³                               | Wayne Gardner (Honda)                 | Wayne Rainey (Yamaha)                 | Christian Sarron (Yamaha)             | Kevin Schwantz (Suzuki)               | Pierfrancesco Chili (Honda)           |
|         |      |                |                                       |                                       |                                       |                                       |                                       |                                       |
| 2       | 1990 | Phillip Island | 125 cm³                               | Loris Capirossi (Honda)               | Bruno Casanova (Honda)                | Doriano Romboni (Honda)               | Hans Spaan (Honda)                    | Doriano Romboni (Honda)               |
| 2       | 1990 | Phillip Island | 250 cm³                               | John Kocinski (Yamaha)                | Helmut Bradl (Honda)                  | Luca Cadalora (Yamaha)                | John Kocinski (Yamaha)                | John Kocinski (Yamaha)                |
| 2       | 1990 | Phillip Island | 500 cm³                               | Wayne Gardner (Honda)                 | Mick Doohan (Honda)                   | Wayne Rainey (Yamaha)                 | Mick Doohan (Honda)                   | Wayne Gardner (Honda)                 |
|         |      |                |                                       |                                       |                                       |                                       |                                       |                                       |
| 3       | 1991 | Eastern Creek  | 125 cm³                               | Loris Capirossi (Honda)               | Fausto Gresini (Honda)                | Noboru Ueda (Honda)                   | Loris Capirossi (Honda)               | Loris Capirossi (Honda)               |
| 3       | 1991 | Eastern Creek  | 250 cm³                               | Luca Cadalora (Honda)                 | Helmut Bradl (Honda)                  | Carlos Cardús (Honda)                 | Luca Cadalora (Honda)                 | Luca Cadalora (Honda)                 |
| 3       | 1991 | Eastern Creek  | 500 cm³                               | Wayne Rainey (Yamaha)                 | Mick Doohan (Honda)                   | John Kocinski (Yamaha)                | Wayne Rainey (Yamaha)                 | Wayne Rainey (Yamaha)                 |
|         |      |                |                                       |                                       |                                       |                                       |                                       |                                       |
| 4       | 1992 | Eastern Creek  | 125 cm³                               | Ralf Waldmann (Honda)                 | A. Gramigni (Aprilia)                 | Bruno Casanova (Aprilia)              | Kazuto Sakata (Honda)                 | Bruno Casanova (Aprilia)              |
| 4       | 1992 | Eastern Creek  | 250 cm³                               | Luca Cadalora (Honda)                 | Carlos Cardús (Honda)                 | Helmut Bradl (Honda)                  | Helmut Bradl (Honda)                  | Carlos Cardús (Honda)                 |
| 4       | 1992 | Eastern Creek  | 500 cm³                               | Mick Doohan (Honda)                   | Wayne Rainey (Yamaha)                 | Daryl Beattie (Honda)                 | Mick Doohan (Honda)                   | Mick Doohan (Honda)                   |
|         |      |                |                                       |                                       |                                       |                                       |                                       |                                       |
| 5       | 1993 | Eastern Creek  | 125 cm³                               | Dirk Raudies (Honda)                  | Kazuto Sakata (Aprilia)               | H. Torrontegui (Aprilia)              | Carlos Giró jr. (Aprilia)             | Dirk Raudies (Honda)                  |
| 5       | 1993 | Eastern Creek  | 250 cm³                               | Tetsuya Harada (Yamaha)               | John Kocinski (Suzuki)                | Max Biaggi (Honda)                    | Loris Capirossi (Honda)               | Tetsuya Harada (Yamaha)               |
| 5       | 1993 | Eastern Creek  | 500 cm³                               | Kevin Schwantz (Suzuki)               | Wayne Rainey (Yamaha)                 | Doug Chandler (Cagiva)                | Kevin Schwantz (Suzuki)               | Wayne Rainey (Yamaha)                 |
|         |      |                |                                       |                                       |                                       |                                       |                                       |                                       |
| 6       | 1994 | Eastern Creek  | 125 cm³                               | Kazuto Sakata (Aprilia)               | Peter Öttl (Aprilia)                  | Garry McCoy (Aprilia)                 | Kazuto Sakata (Aprilia)               | Kazuto Sakata (Aprilia)               |
| 6       | 1994 | Eastern Creek  | 250 cm³                               | Max Biaggi (Aprilia)                  | Doriano Romboni (Honda)               | Loris Capirossi (Honda)               | Loris Capirossi (Honda)               | Max Biaggi (Aprilia)                  |
| 6       | 1994 | Eastern Creek  | 500 cm³                               | John Kocinski (Cagiva)                | Luca Cadalora (Yamaha)                | Mick Doohan (Honda)                   | John Kocinski (Cagiva)                | Luca Cadalora (Yamaha)                |
|         |      |                |                                       |                                       |                                       |                                       |                                       |                                       |
| 7       | 1995 | Eastern Creek  | 125 cm³                               | Haruchika Aoki (Honda)                | Kazuto Sakata (Aprilia)               | Tomomi Manako (Honda)                 | Dirk Raudies (Honda)                  | Haruchika Aoki (Honda)                |
| 7       | 1995 | Eastern Creek  | 250 cm³                               | Ralf Waldmann (Honda)                 | Tetsuya Harada (Yamaha)               | Max Biaggi (Aprilia)                  | Max Biaggi (Aprilia)                  | Tetsuya Harada (Yamaha)               |
| 7       | 1995 | Eastern Creek  | 500 cm³                               | Mick Doohan (Honda)                   | Daryl Beattie (Suzuki)                | Àlex Crivillé (Honda)                 | Mick Doohan (Honda)                   | Mick Doohan (Honda)                   |
|         |      |                |                                       |                                       |                                       |                                       |                                       |                                       |
| 8       | 1996 | Eastern Creek  | 125 cm³                               | Garry McCoy (Aprilia)                 | Haruchika Aoki (Honda)                | Masaki Tokudome (Aprilia)             | Haruchika Aoki (Honda)                | Haruchika Aoki (Honda)                |
| 8       | 1996 | Eastern Creek  | 250 cm³                               | Max Biaggi (Aprilia)                  | Ralf Waldmann (Honda)                 | Olivier Jacque (Honda)                | Max Biaggi (Aprilia)                  | Max Biaggi (Aprilia)                  |
| 8       | 1996 | Eastern Creek  | 500 cm³                               | Loris Capirossi (Yamaha)              | Tadayuki Okada (Honda)                | Carlos Checa (Honda)                  | Àlex Crivillé (Honda)                 | Àlex Crivillé (Honda)                 |
|         |      |                |                                       |                                       |                                       |                                       |                                       |                                       |
| 9       | 1997 | Phillip Island | 125 cm³                               | Noboru Ueda (Honda)                   | Kazuto Sakata (Aprilia)               | Tomomi Manako (Honda)                 | Kazuto Sakata (Aprilia)               | Kazuto Sakata (Aprilia)               |
| 9       | 1997 | Phillip Island | 250 cm³                               | Ralf Waldmann (Honda)                 | Max Biaggi (Honda)                    | Olivier Jacque (Honda)                | Max Biaggi (Honda)                    | Ralf Waldmann (Honda)                 |
| 9       | 1997 | Phillip Island | 500 cm³                               | Àlex Crivillé (Honda)                 | Takuma Aoki (Honda)                   | Norick Abe (Yamaha)                   | Mick Doohan (Honda)                   | Mick Doohan (Honda)                   |
|         |      |                |                                       |                                       |                                       |                                       |                                       |                                       |
| 10      | 1998 | Phillip Island | 125 cm³                               | Masao Azuma (Honda)                   | Tomomi Manako (Honda)                 | Marco Melandri (Honda)                | Marco Melandri (Honda)                | Marco Melandri (Honda)                |
| 10      | 1998 | Phillip Island | 250 cm³                               | Valentino Rossi (Aprilia)             | Loris Capirossi (Aprilia)             | Olivier Jacque (Honda)                | Loris Capirossi (Aprilia)             | Tetsuya Harada (Aprilia)              |
| 10      | 1998 | Phillip Island | 500 cm³                               | Mick Doohan (Honda)                   | Simon Crafar (Yamaha)                 | Àlex Crivillé (Honda)                 | Mick Doohan (Honda)                   | Simon Crafar (Yamaha)                 |
|         |      |                |                                       |                                       |                                       |                                       |                                       |                                       |
| 11      | 1999 | Phillip Island | 125 cm³                               | Marco Melandri (Honda)                | L. Cecchinello (Honda)                | Yōichi Ui (Derbi)                     | Noboru Ueda (Honda)                   | Marco Melandri (Honda)                |
| 11      | 1999 | Phillip Island | 250 cm³                               | Valentino Rossi (Aprilia)             | Olivier Jacque (Yamaha)               | Tōru Ukawa (Honda)                    | J. McWilliams (Aprilia)               | Valentino Rossi (Aprilia)             |
| 11      | 1999 | Phillip Island | 500 cm³                               | Tadayuki Okada (Honda)                | Max Biaggi (Yamaha)                   | Régis Laconi (Yamaha)                 | Kenny Roberts jr. (Suzuki)            | Kenny Roberts jr. (Suzuki)            |
|         |      |                |                                       |                                       |                                       |                                       |                                       |                                       |
| 12      | 2000 | Phillip Island | 125 cm³                               | Masao Azuma (Honda)                   | Yōichi Ui (Derbi)                     | Noboru Ueda (Honda)                   | Roberto Locatelli (Aprilia)           | Masao Azuma (Honda)                   |
| 12      | 2000 | Phillip Island | 250 cm³                               | Olivier Jacque (Yamaha)               | Shin’ya Nakano (Yamaha)               | Daijirō Katō (Honda)                  | Shin’ya Nakano (Yamaha)               | Olivier Jacque (Yamaha)               |
| 12      | 2000 | Phillip Island | 500 cm³                               | Max Biaggi (Yamaha)                   | Loris Capirossi (Honda)               | Valentino Rossi (Honda)               | J. McWilliams (Aprilia)               | Max Biaggi (Yamaha)                   |
|         |      |                |                                       |                                       |                                       |                                       |                                       |                                       |
| 13      | 2001 | Phillip Island | 125 cm³                               | Yōichi Ui (Derbi)                     | Manuel Poggiali (Gilera)              | Toni Elías (Honda)                    | Manuel Poggiali (Gilera)              | Max Sabbatani (Aprilia)               |
| 13      | 2001 | Phillip Island | 250 cm³                               | Daijirō Katō (Honda)                  | Tetsuya Harada (Aprilia)              | Roberto Rolfo (Aprilia)               | Tetsuya Harada (Aprilia)              | Daijirō Katō (Honda)                  |
| 13      | 2001 | Phillip Island | 500 cm³                               | Valentino Rossi (Honda)               | Max Biaggi (Yamaha)                   | Loris Capirossi (Honda)               | Max Biaggi (Yamaha)                   | Max Biaggi (Yamaha)                   |
|         |      |                |                                       |                                       |                                       |                                       |                                       |                                       |
| 14      | 2002 | Phillip Island | 125 cm³                               | Manuel Poggiali (Gilera)              | L. Cecchinello (Aprilia)              | Pablo Nieto (Aprilia)                 | Manuel Poggiali (Gilera)              | Dani Pedrosa (Honda)                  |
| 14      | 2002 | Phillip Island | 250 cm³                               | Marco Melandri (Aprilia)              | Fonsi Nieto (Aprilia)                 | Sebastián Porto (Yamaha)              | Fonsi Nieto (Aprilia)                 | Marco Melandri (Aprilia)              |
| 14      | 2002 | Phillip Island | MotoGP                                | Valentino Rossi (Honda)               | Alex Barros (Honda)                   | Tōru Ukawa (Honda)                    | J. McWilliams (Proton KR)             | Valentino Rossi (Honda)               |
|         |      |                |                                       |                                       |                                       |                                       |                                       |                                       |
| 15      | 2003 | Phillip Island | 125 cm³                               | Andrea Ballerini (Honda)              | Masao Azuma (Honda)                   | Steve Jenkner (Aprilia)               | Stefano Perugini (Aprilia)            | Andrea Ballerini (Honda)              |
| 15      | 2003 | Phillip Island | 250 cm³                               | Roberto Rolfo (Honda)                 | Anthony West (Aprilia)                | Fonsi Nieto (Aprilia)                 | Toni Elías (Aprilia)                  | Jaroslav Huleš (Honda)                |
| 15      | 2003 | Phillip Island | MotoGP                                | Valentino Rossi (Honda)               | Loris Capirossi (Ducati)              | Nicky Hayden (Honda)                  | Valentino Rossi (Honda)               | Valentino Rossi (Honda)               |
|         |      |                |                                       |                                       |                                       |                                       |                                       |                                       |
| 16      | 2004 | Phillip Island | 125 cm³                               | Andrea Dovizioso (Honda)              | Jorge Lorenzo (Derbi)                 | Casey Stoner (KTM)                    | Roberto Locatelli (Aprilia)           | Andrea Dovizioso (Honda)              |
| 16      | 2004 | Phillip Island | 250 cm³                               | Sebastián Porto (Aprilia)             | Alex De Angelis (Aprilia)             | Manuel Poggiali (Aprilia)             | Sebastián Porto (Aprilia)             | Sebastián Porto (Aprilia)             |
| 16      | 2004 | Phillip Island | MotoGP                                | Valentino Rossi (Yamaha)              | Sete Gibernau (Honda)                 | Loris Capirossi (Ducati)              | Sete Gibernau (Honda)                 | Loris Capirossi (Ducati)              |
|         |      |                |                                       |                                       |                                       |                                       |                                       |                                       |
| 17      | 2005 | Phillip Island | 125 cm³                               | Thomas Lüthi (Honda)                  | Tomoyoshi Koyama (Honda)              | Marco Simoncelli (Aprilia)            | Thomas Lüthi (Honda)                  | Ángel Rodríguez (Aprilia)             |
| 17      | 2005 | Phillip Island | 250 cm³                               | Dani Pedrosa (Honda)                  | Sebastián Porto (Aprilia)             | Jorge Lorenzo (Honda)                 | Casey Stoner (Aprilia)                | Sebastián Porto (Aprilia)             |
| 17      | 2005 | Phillip Island | MotoGP                                | Valentino Rossi (Yamaha)              | Nicky Hayden (Honda)                  | Carlos Checa (Ducati)                 | Sete Gibernau (Honda)                 | Marco Melandri (Honda)                |
|         |      |                |                                       |                                       |                                       |                                       |                                       |                                       |
| 18      | 2006 | Phillip Island | 125 cm³                               | Álvaro Bautista (Aprilia)             | Mika Kallio (KTM)                     | Mattia Pasini (Aprilia)               | Mika Kallio (KTM)                     | Álvaro Bautista (Aprilia)             |
| 18      | 2006 | Phillip Island | 250 cm³                               | Jorge Lorenzo (Aprilia)               | Alex De Angelis (Aprilia)             | Hiroshi Aoyama (KTM)                  | Jorge Lorenzo (Aprilia)               | Alex De Angelis (Aprilia)             |
| 18      | 2006 | Phillip Island | MotoGP                                | Marco Melandri (Honda)                | Chris Vermeulen (Suzuki)              | Valentino Rossi (Yamaha)              | Nicky Hayden (Honda)                  | Valentino Rossi (Yamaha)              |
|         |      |                |                                       |                                       |                                       |                                       |                                       |                                       |
| 19      | 2007 | Phillip Island | 125 cm³                               | Lukáš Pešek (Derbi)                   | Joan Olivé (Aprilia)                  | Héctor Faubel (Aprilia)               | Mattia Pasini (Aprilia)               | Gábor Talmácsi (Aprilia)              |
| 19      | 2007 | Phillip Island | 250 cm³                               | Jorge Lorenzo (Aprilia)               | Álvaro Bautista (Aprilia)             | Andrea Dovizioso (Honda)              | Jorge Lorenzo (Aprilia)               | Jorge Lorenzo (Aprilia)               |
| 19      | 2007 | Phillip Island | MotoGP                                | Casey Stoner (Ducati)                 | Loris Capirossi (Ducati)              | Valentino Rossi (Yamaha)              | Dani Pedrosa (Honda)                  | Valentino Rossi (Yamaha)              |
|         |      |                |                                       |                                       |                                       |                                       |                                       |                                       |
| 20      | 2008 | Phillip Island | 125 cm³                               | Mike Di Meglio (Derbi)                | Stefan Bradl (Aprilia)                | Gábor Talmácsi (Aprilia)              | Mike Di Meglio (Derbi)                | Stefan Bradl (Aprilia)                |
| 20      | 2008 | Phillip Island | 250 cm³                               | Marco Simoncelli (Gilera)             | Álvaro Bautista (Aprilia)             | Mika Kallio (KTM)                     | Marco Simoncelli (Gilera)             | Álvaro Bautista (Aprilia)             |
| 20      | 2008 | Phillip Island | MotoGP                                | Casey Stoner (Ducati)                 | Valentino Rossi (Yamaha)              | Nicky Hayden (Honda)                  | Casey Stoner (Ducati)                 | Nicky Hayden (Honda)                  |
|         |      |                |                                       |                                       |                                       |                                       |                                       |                                       |
| 21      | 2009 | Phillip Island | 125 cm³                               | Julián Simón (Aprilia)                | Bradley Smith (Aprilia)               | Sandro Cortese (Derbi)                | Pol Espargaró (Derbi)                 | Sandro Cortese (Derbi)                |
| 21      | 2009 | Phillip Island | 250 cm³                               | Marco Simoncelli (Gilera)             | Héctor Barberá (Aprilia)              | Raffaele De Rosa (Honda)              | Raffaele De Rosa (Honda)              | Raffaele De Rosa (Honda)              |
| 21      | 2009 | Phillip Island | MotoGP                                | Casey Stoner (Ducati)                 | Valentino Rossi (Yamaha)              | Dani Pedrosa (Honda)                  | Casey Stoner (Ducati)                 | Valentino Rossi (Yamaha)              |
|         |      |                |                                       |                                       |                                       |                                       |                                       |                                       |
| 22      | 2010 | Phillip Island | 125 cm³                               | Marc Márquez (Derbi)                  | Pol Espargaró (Derbi)                 | Nicolás Terol (Aprilia)               | Marc Márquez (Derbi)                  | Marc Márquez (Derbi)                  |
| 22      | 2010 | Phillip Island | Moto2                                 | Alex De Angelis (Motobi)              | Scott Redding (Suter)                 | Andrea Iannone (Speed Up)             | Alex De Angelis (Motobi)              | Andrea Iannone (Speed Up)             |
| 22      | 2010 | Phillip Island | MotoGP                                | Casey Stoner (Ducati)                 | Jorge Lorenzo (Yamaha)                | Valentino Rossi (Yamaha)              | Casey Stoner (Ducati)                 | Casey Stoner (Ducati)                 |
|         |      |                |                                       |                                       |                                       |                                       |                                       |                                       |
| 22      | 2011 | Phillip Island | 125 cm³                               | Sandro Cortese (Aprilia)              | Luis Salom (Aprilia)                  | Johann Zarco (Derbi)                  | Johann Zarco (Derbi)                  | Sandro Cortese (Aprilia)              |
| 22      | 2011 | Phillip Island | Moto2                                 | Alex De Angelis (Motobi)              | Stefan Bradl (Kalex)                  | Marc Márquez (Suter)                  | Alex De Angelis (Motobi)              | Alex De Angelis (Motobi)              |
| 22      | 2011 | Phillip Island | MotoGP                                | Casey Stoner (Honda)                  | Marco Simoncelli (Honda)              | Dani Pedrosa (Honda)                  | Casey Stoner (Honda)                  | Casey Stoner (Honda)                  |
|         |      |                |                                       |                                       |                                       |                                       |                                       |                                       |
| 23      | 2012 | Phillip Island | Moto3                                 | Sandro Cortese (KTM)                  | Miguel Oliveira (Suter-Honda)         | Arthur Sissis (KTM)                   | Sandro Cortese (KTM)                  | Alessandro Tonucci (FTR-Honda)        |
| 23      | 2012 | Phillip Island | Moto2                                 | Pol Espargaró (Kalex)                 | Anthony West (FTR)                    | Marc Márquez (Suter)                  | Pol Espargaró (Kalex)                 | Pol Espargaró (Kalex)                 |
| 23      | 2012 | Phillip Island | MotoGP                                | Casey Stoner (Honda)                  | Jorge Lorenzo (Yamaha)                | Cal Crutchlow (Yamaha)                | Casey Stoner (Honda)                  | Casey Stoner (Honda)                  |
|         |      |                |                                       |                                       |                                       |                                       |                                       |                                       |
| 24      | 2013 | Phillip Island | Moto3                                 | Álex Rins (KTM)                       | Maverick Viñales (KTM)                | Luis Salom (KTM)                      | Luis Salom (KTM)                      | Álex Márquez (KTM)                    |
| 24      | 2013 | Phillip Island | Moto2                                 | Pol Espargaró (Kalex)                 | Thomas Lüthi (Suter)                  | Jordi Torres (Suter)                  | Pol Espargaró (Kalex)                 | Alex De Angelis (Speed Up)            |
| 24      | 2013 | Phillip Island | MotoGP                                | Jorge Lorenzo (Yamaha)                | Dani Pedrosa (Honda)                  | Valentino Rossi (Yamaha)              | Jorge Lorenzo (Yamaha)                | Marc Márquez (Honda)                  |
|         |      |                |                                       |                                       |                                       |                                       |                                       |                                       |
| 25      | 2014 | Phillip Island | Moto3                                 | Jack Miller (KTM)                     | Álex Márquez (Honda)                  | Álex Rins (Honda)                     | Álex Márquez (Honda)                  | Jack Miller (KTM)                     |
| 25      | 2014 | Phillip Island | Moto2                                 | Maverick Viñales (KTM)                | Thomas Lüthi (Suter)                  | Esteve Rabat (Kalex)                  | Esteve Rabat (Kalex)                  | Maverick Viñales (KTM)                |
| 25      | 2014 | Phillip Island | MotoGP                                | Valentino Rossi (Yamaha)              | Jorge Lorenzo (Yamaha)                | Bradley Smith (Yamaha)                | Marc Márquez (Honda)                  | Valentino Rossi (Yamaha)              |
|         |      |                |                                       |                                       |                                       |                                       |                                       |                                       |
| 26      | 2015 | Phillip Island | Moto3                                 | Miguel Oliveira (KTM)                 | Efrén Vázquez (Honda)                 | Brad Binder (KTM)                     | Danny Kent (Honda)                    | Francesco Bagnaia (Mahindra)          |
| 26      | 2015 | Phillip Island | Moto2                                 | Álex Rins (Kalex)                     | Sam Lowes (Speed Up)                  | Lorenzo Baldassarri (Kalex)           | Álex Rins (Kalex)                     | Álex Rins (Kalex)                     |
| 26      | 2015 | Phillip Island | MotoGP                                | Marc Márquez (Honda)                  | Jorge Lorenzo (Yamaha)                | Andrea Iannone (Ducati)               | Marc Márquez (Honda)                  | Marc Márquez (Honda)                  |
|         |      |                |                                       |                                       |                                       |                                       |                                       |                                       |
| 27      | 2016 | Phillip Island | Moto3                                 | Brad Binder (KTM)                     | Andrea Locatelli (KTM)                | Arón Canet (Honda)                    | Brad Binder (KTM)                     | Andrea Locatelli (KTM)                |
| 27      | 2016 | Phillip Island | Moto2                                 | Thomas Lüthi (Kalex)                  | Franco Morbidelli (Kalex)             | Sandro Cortese (Kalex)                | Thomas Lüthi (Kalex)                  | Franco Morbidelli (Kalex)             |
| 27      | 2016 | Phillip Island | MotoGP                                | Cal Crutchlow (Honda)                 | Valentino Rossi (Yamaha)              | Maverick Viñales (Suzuki)             | Marc Márquez (Honda)                  | Cal Crutchlow (Honda)                 |
|         |      |                |                                       |                                       |                                       |                                       |                                       |                                       |
| 28      | 2017 | Phillip Island | Moto3                                 | Joan Mir (Honda)                      | Livio Loi (Honda)                     | Jorge Martín (Honda)                  | Jorge Martín (Honda)                  | Gabriel Rodrigo (KTM)                 |
| 28      | 2017 | Phillip Island | Moto2                                 | Miguel Oliveira (KTM)                 | Brad Binder (KTM)                     | Franco Morbidelli (Kalex)             | Mattia Pasini (Kalex)                 | Brad Binder (KTM)                     |
| 28      | 2017 | Phillip Island | MotoGP                                | Marc Márquez (Honda)                  | Valentino Rossi (Yamaha)              | Maverick Viñales (Yamaha)             | Marc Márquez (Honda)                  | Johann Zarco (Yamaha)                 |
|         |      |                |                                       |                                       |                                       |                                       |                                       |                                       |
| 29      | 2018 | Phillip Island | Moto3                                 | Albert Arenas (KTM)                   | Fabio Di Giannantonio (Honda)         | Celestino Vietti (KTM)                | Jorge Martín (Honda)                  | Lorenzo Dalla Porta (Honda)           |
| 29      | 2018 | Phillip Island | Moto2                                 | Brad Binder (KTM)                     | Joan Mir (Kalex)                      | Xavi Vierge (Kalex)                   | Mattia Pasini (Kalex)                 | Augusto Fernández (Kalex)             |
| 29      | 2018 | Phillip Island | MotoGP                                | Maverick Viñales (Yamaha)             | Andrea Iannone (Suzuki)               | Andrea Dovizioso (Ducati)             | Marc Márquez (Honda)                  | Maverick Viñales (Yamaha)             |
|         |      |                |                                       |                                       |                                       |                                       |                                       |                                       |
| 30      | 2019 | Phillip Island | Moto3                                 | Lorenzo Dalla Porta (Honda)           | Marcos Ramírez (Honda)                | Albert Arenas (KTM)                   | Marcos Ramírez (Honda)                | Romano Fenati (Honda)                 |
| 30      | 2019 | Phillip Island | Moto2                                 | Brad Binder (KTM)                     | Jorge Martín (KTM)                    | Thomas Lüthi (Kalex)                  | Jorge Navarro (Speed Up)              | Thomas Lüthi (Kalex)                  |
| 30      | 2019 | Phillip Island | MotoGP                                | Marc Márquez (Honda)                  | Cal Crutchlow (Honda)                 | Jack Miller (Ducati)                  | Maverick Viñales (Yamaha)             | Maverick Viñales (Yamaha)             |
|         |      |                |                                       |                                       |                                       |                                       |                                       |                                       |
| –       | 2020 | Phillip Island | Abgesagt wegen der COVID-19-Pandemie. | Abgesagt wegen der COVID-19-Pandemie. | Abgesagt wegen der COVID-19-Pandemie. | Abgesagt wegen der COVID-19-Pandemie. | Abgesagt wegen der COVID-19-Pandemie. | Abgesagt wegen der COVID-19-Pandemie. |
|         |      |                |                                       |                                       |                                       |                                       |                                       |                                       |
| –       | 2021 | Phillip Island | Abgesagt wegen der COVID-19-Pandemie. | Abgesagt wegen der COVID-19-Pandemie. | Abgesagt wegen der COVID-19-Pandemie. | Abgesagt wegen der COVID-19-Pandemie. | Abgesagt wegen der COVID-19-Pandemie. | Abgesagt wegen der COVID-19-Pandemie. |
|         |      |                |                                       |                                       |                                       |                                       |                                       |                                       |
| 31      | 2022 | Phillip Island | Moto3                                 | Izan Guevara (GasGas)                 | Deniz Öncü (KTM)                      | Sergio García (GasGas)                | Ayumu Sasaki (Husqvarna)              | John McPhee (Husqvarna)               |
| 31      | 2022 | Phillip Island | Moto2                                 | Alonso López (Boscoscuro)             | Pedro Acosta (Kalex)                  | Jake Dixon (Kalex)                    | Fermín Aldeguer (Boscoscuro)          | Alonso López (Boscoscuro)             |
| 31      | 2022 | Phillip Island | MotoGP                                | Álex Rins (Suzuki)                    | Marc Márquez (Honda)                  | Francesco Bagnaia (Ducati)            | Jorge Martín (Ducati)                 | Johann Zarco (Ducati)                 |